# مذكرة بوش-بلير 2003

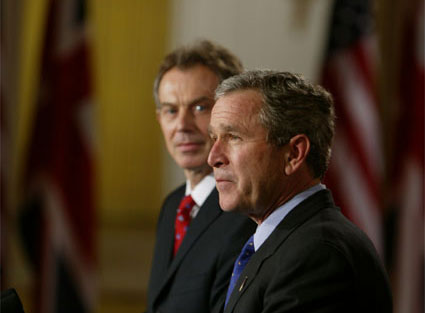
توني بلير وجورج دبليو بوش يتحدثان لوسائل الإعلام بعد مناقشة خاصة حول حرب العراق

مذكرة بوش-بلير بشأن العراق لعام 2003، أو مذكرة مانينغ، هي مذكرة سرية لاجتماع استمر ساعتين بين الرئيس الأمريكي جورج دبليو بوش ورئيس الوزراء البريطاني توني بلير، عُقد في 31 يناير/كانون الثاني 2003 في البيت الأبيض. يُزعم أن المذكرة تُظهر أن إدارتي بوش وبلير كانتا قد قررتا في تلك المرحلة غزو العراق بعد شهرين. كتب المذكرة كبير مستشاري بلير للسياسة الخارجية، ديفيد مانينغ، الذي شارك في الاجتماع.
وقد أثارت المذكرة جدلاً واسعاً بسبب محتواها، الذي يتضمن مناقشة سبل استفزاز صدام حسين ودفعه إلى المواجهة، حيث طرح بوش فكرة طلاء طائرة تجسس من طراز يو-2 بألوان الأمم المتحدة والسماح لها بالتحليق على ارتفاع منخفض فوق العراق لاستفزاز العراق ودفعه إلى إسقاطها، وبالتالي توفير ذريعة للغزو اللاحق.
كما يظهر أن بوش وبلير كانا يعقدان صفقة سرية لتنفيذ الغزو بغض النظر عما إذا كان مفتشو الأسلحة التابعون للأمم المتحدة قد اكتشفوا أسلحة الدمار الشامل أم لا، في تناقض مباشر مع التصريحات التي أدلى بها بلير أمام البرلمان البريطاني بعد ذلك بأن صدام سوف يحصل على فرصة أخيرة لنزع سلاحه.
وفقًا للمذكرة، تم اقتباس ما قاله بوش على النحو التالي: 
حُدِّدَ تاريخ بدء الحملة العسكرية في العاشر من مارس/آذار، وهو التاريخ الذي سيبدأ فيه القصف.

قال بوش لبلير أيضًا إنه "يعتقد أنه من غير المرجح أن تندلع حرب أهلية بين مختلف الجماعات الدينية والعرقية" في العراق بعد الحرب. كانت المذكرة، المكونة من خمس صفحات، والمُصنّفة على أنها بالغة الحساسية، أول من ادّعى وجودها فيليب ساندز في كتابه "عالم بلا قانون" (2005). ثم حصلت عليها صحيفة نيويورك تايمز الأمريكية، التي أكدت صحتها.
وقال زعيم الحزب الليبرالي الديمقراطي في المملكة المتحدة مينزيس كامبل، في تعليقه على المذكرة: "إذا كانت هذه الادعاءات صحيحة، فإن رئيس الوزراء والرئيس بوش كانا عازمين على خوض الحرب مع أو بدون قرار ثان من الأمم المتحدة، وكانت بريطانيا قد انضمت إلى هذا الالتزام بحلول نهاية يناير/كانون الثاني عام 2003". 

## روابط خارجية
- اجتماع البيت الأبيض الذي قادنا إلى الحرب بقلم أوليفر كينج، جارديان أنليميتد ، 2 فبراير/شباط 2006
- كشف النقاب عن صفقة بلير-بوش قبل حرب العراق في مذكرة سرية كتبها ريتشارد نورتون تايلور، صحيفة الغارديان ، 3 فبراير/شباط 2006
- بوش "حاول استدراج صدام إلى الحرب باستخدام طائرات الأمم المتحدة" بقلم روزماري بينيت ومايكل إيفانز، صحيفة التايمز ، 3 فبراير/شباط 2006
- مزاعم جديدة حول التحضيرات لحرب العراق من قبل خدمة بي بي سي العالمية ، 3 فبراير 2006
- مذكرة لمستشار بريطاني: بوش كان على طريق الحرب بقلم دون فان ناتا الابن، نيويورك تايمز ، 27 مارس 2006